# Konkneipant

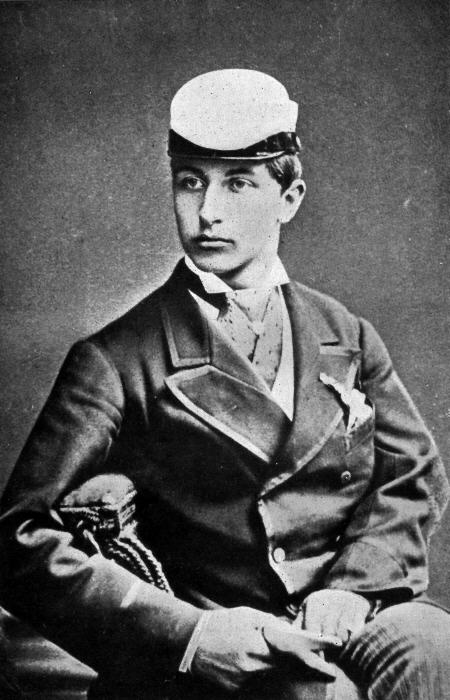
Der spätere Kaiser Wilhelm II. als Conkneipant des Corps Borussia Bonn, 1877. Als Mitglied des Königshauses durfte Wilhelm keine Mensuren fechten, aber auch sein verkrüppelter linker Arm stand dagegen.

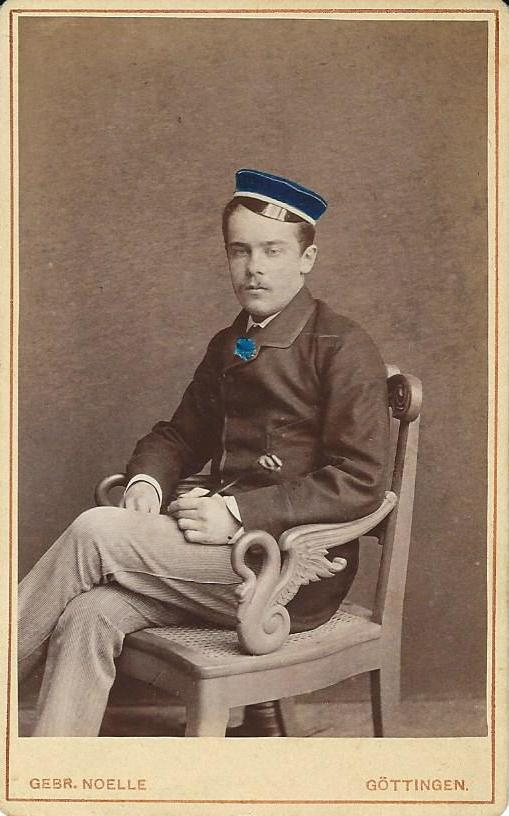
Karl Prinz von Ratibor und Corvey als Conkneipant des Corps Saxonia Göttingen, 1879.

Ein Konkneipant (oder Conkneipant, veraltet Mitkneipant; auch in der weiblichen Form Konkneipantin) ist ein zeitweiliges oder dauerhaftes Mitglied einer Studentenverbindung mit eingeschränkten Rechten und Pflichten. Die Bezeichnung bringt zum Ausdruck, dass die Person regelmäßig an den Kneipen der Verbindung teilnimmt. Der Status wird üblicherweise an Personen verliehen, die aus Satzungsgründen kein Vollmitglied sein können. So sollen diese dennoch an der Verbindung interessierten und oft verdienten Personen in die Gemeinschaft integriert werden.
Konkneipanten kommen in allen gängigen Verbindungsarten vor. In farbentragenden Verbindungen trägt der Konkneipant üblicherweise die  Studentenmütze der Verbindung ohne das Burschenband – mitunter statt letzterem eine Schleife in Verbindungsfarben am Revers oder ein eigenes, etwas abweichendes Band. Prominente Beispiele für Konkneipanten waren etwa Theodor Storm, der spätere Kaiser Wilhelm II., Max Weber, Herbert von Karajan oder in neuerer Zeit der Hamburger Bürgermeister Christoph Ahlhaus. Literarische Erwähnung fand der Status unter anderem in Romanen der Brüder Heinrich und Thomas Mann.
In begrenztem Umfang ging der Begriff auch in den Sprachgebrauch außerhalb von Studentenverbindungen ein – in erweitertem Sinne zur Benennung einer außerordentlichen Mitgliedschaft in einer Gemeinschaft oder eines Zechkumpans.

## Beschreibung

### Motivation für eigenen Status
Mögliche satzungsgemäße Ausschlussgründe für eine Person als Vollmitglied einer Verbindung, die den Bedarf für einen gesonderten Status eröffnen, sind unter anderem:
- kein Studium zu bestreiten, bzw. im Falle von Schülerverbindungen keine höhere Schule zu besuchen,
- zeitlich begrenzter Aufenthalt an einem Hochschulort, der nicht für eine normale Aktivenzeit reicht (etwa für ein Studienjahr),
- im Falle von konfessionell gebundenen Korporationen zu einem abweichenden Glaubensbekenntnis zu gehören,
- bei Mensur schlagenden Verbindungen, aus medizinischen oder von der Verbindung akzeptierten gesellschaftlichen Gründen nicht zum Fechten in der Lage zu sein,
- bereits Vollmitglied einer anderen Verbindung zu sein, die eine doppelte Vollmitgliedschaft ausschließt.

### Äußere Zeichen
Bei farbentragenden Verbindungen sind Konkneipanten zumeist an der Couleur erkennbar. So trägt der Konkneipant meistens kein Band, sondern nur die Studentenmütze, bei manchen Verbindungen zusätzlich zu dieser eine Schleife mit den Verbindungsfarben am Revers oder über der Brusttasche.
Es gibt auch Verbindungen, bei denen der Konkneipant ein abgewandeltes Band trägt. Beispielsweise tragen die Konkneipantinnen der Damenverbindung Kybelia zu St. Gallen ein schmaleres Sektband. Alternativ können die Verbindungsfarben am Band leicht abgewandelt werden, beispielsweise durch umgekehrte Reihenfolge oder abweichende Perkussion, oder die Farbenzahl reduziert (gleich oder ähnlich wie das bei vielen Verbindungen verwendete Fuchsenband). Auch die Mütze kann abweichen und beispielsweise einen Rand mit nur zwei statt drei Farben aufweisen. Solche Varianten kommen unter anderem bei Verbindungen im Wingolfsbund vor.

### Rechte und Pflichten
Die genauen Rechte und Pflichten eines Konkneipanten werden von der jeweiligen Verbindung festgelegt und sind dementsprechend nicht einheitlich, aber im Großen und Ganzen ähnlich.
Konkneipanten haben das Recht, und es wird von ihnen erwartet, dass sie an den Kneipen und den gesellschaftlichen Veranstaltungen teilnehmen. Sie dürfen die Verbindungsinfrastruktur nutzen (Bibliothek, Lesezimmer etc.). Auf den Conventen haben Konkneipanten kein Stimmrecht, manchmal aber Sitzrecht und beratende Stimme; sie können auch keine Chargen übernehmen. In schlagenden Verbindungen müssen sie keine Mensuren fechten und dementsprechend auch nicht pauken, dürfen es aber üblicherweise, wenn sie es wünschen.

## Sprachliche Einordnung
Der Begriff ist ein typisches Beispiel für die deutsche Studentensprache des 19. Jahrhunderts und ihrer Sprachvermischung des „makkaronischen Latein“. So weist er als typisches antikisierendes Element die lateinische Vorsilbe con- (dt.: mit-) auf. Ursprünglich wurde als Conkneipant ein „Mitkneipender“ (oder auch „Kneipschwanz“) bezeichnet, das heißt ein regelmäßiger Gast auf Kneipen einer Verbindung, der nicht deren Mitglied ist. Dies entwickelte sich zu „Mitkneipant“ und schließlich „Konkneipant“.
Die Zeitschrift des Allgemeinen Deutschen Sprachvereins tadelte 1890 im Artikel Deutsche Wörter, undeutsche Endungen auch den Einfluss der Studentensprache und erwähnte hier Konkneipant gleich zweifach:

„Auch die ausgedehnte sprachschöpferische und sprachentstellende Thätigkeit der Studenten hat auf diesem Gebiete das Ihrige geleistet. Das beweisen außer Konkneipant und manchen anderen schon genannten besonders solche verwelschten Erscheinungen wie Fratzier (gespr. Fratzieh), Kneipier, Paukier, Schnauzier, Wichsier (nach französisch Rentier u. s. w.), bei denen auch der Suitier oder Schwitjeh nicht fehlen darf.“

„In umgekehrter Folge ist Ausländisches und Deutsches zusammengekittet in Wörtern wie superklug, antideutsch, Contredampf, Exkönig oder gar Konkneipant, Anti-Wagnerianer (vergleiche auch per Dampf, à Stück, à la Bismarck).“

Eine neutralere Beschreibung liefert der Sprachwissenschaftler Friedrich Kluge in seinem 1895 erschienenen Buch Deutsche Studentensprache, Kapitel „Antike Elemente“:

„Neuerdings herrschen die Mischbildungen Paukant und Konkneipant – zu Vollmanns Zeit Mitkneipant – als technische Ausdrücke in der Studentensprache. In der älteren Zeit entsprechen mehrere Burschenworte, die wohl alle auf Bacchant zurückweisen. Bacchanten waren im 15.–16. Jahrhundert die Neulinge auf den hohen Schulen.“

## Kunst und Literatur

### Darstellungen des Konkneipanten als Verbindungsmitglied

#### Romane
Literarisch wird die Stellung des Konkneipanten im Unterschied zum Vollmitglied durch Heinrich Mann in seinem Roman Der Untertan aufgegriffen. Dort dient der Status – nicht dem eigentlichen Sinn entsprechend – der fiktiven Korporation Neuteutonia dazu, den Protagonisten Diederich Heßling an die Verbindung zu binden, nachfolgend als Fuchs zu keilen und schließlich als Vollmitglied zur Verbindung zu bringen.

„Aber Hornung, der seine Abreise gemeldet hatte, blieb aus; und als er endlich kam, trug er eine grüngelbrote Mütze. Er war sofort von einem Kollegen für eine Verbindung gekeilt worden. Auch Diederich sollte ihr beitreten; es waren die Neuteutonen, eine hochfeine Korporation, sagte Hornung; allein sechs Pharmazeuten waren dabei. Diederich verbarg seinen Schrecken unter der Maske der Geringschätzung, aber es half nichts. Er solle Hornung nicht blamieren, der von ihm gesprochen habe; einen Besuch wenigstens müsse er machen. „Aber nur einen“, sagte er fest.
Der eine dauerte, bis Diederich unter dem Tisch lag und sie ihn fortschafften. Als er ausgeschlafen hatte, holten sie ihn zum Frühschoppen; Diederich war Konkneipant geworden. Und für diesen Posten fühlte er sich bestimmt. Er sah sich in einen großen Kreis von Menschen versetzt, deren keiner ihm etwas tat oder etwas anderes von ihm verlangte, als daß er trinke. […]
Gern hätte er es jahrelang so weitergetrieben. Aber die Neuteutonen ließen ihn nicht. Fast vom ersten Tage an hatten sie ihm den moralischen und materiellen Wert einer völligen Zugehörigkeit zur Verbindung geschildert; allmählich aber gingen sie immer unverblümter darauf aus, ihn zu keilen. […] Vergebens berief sich Diederich auf seine anerkannte Stellung als Konkneipant, in die er sich eingelebt habe und die ihn befriedige. […] Er sollte pauken! […] Jetzt dachte er gepreßt: ‚Warum bin ich dabei geblieben und Konkneipant geworden! Nun muß ich ’ran.‘“

Beispiele für andere Autoren, die den Konkneipanten in ihren Romanen erwähnen, sind unter anderem:
- Julius Meier-Graefe, Der Vater[9]
- Erik Reger, Der verbotene Sommer[10]
- Richard Seewald, Die rollende Kugel[11]
- Rudolph Stratz, Das Schiff ohne Steuer[12]
- Ingeborg Wendt, Die Gartenzwerge[13]

#### Memoiren
Der Philosoph und Schriftsteller Fritz Mauthner erwähnt in seinen Memoiren eine kurze Mitgliedschaft als Konkneipant in einer Burschenschaft:

„Für eine progressionistische Burschenschaft, die meines Erinnerns großdeutsch war, ganz und gar nicht schwarzgelb, und dann aufgelöst wurde, wurde ich gekeilt; ich wurde nur für kurze Zeit Konkneipant. Ich war doch wohl zu selbständig geworden, um mich, der ich sogar in wissenschaftlicher und literarischer Arbeit jede äußere Disziplin haßte, einer Disziplin des Saufens zu unterwerfen; ich bin ohne jede Disziplin dennoch ein recht trinkfester Mann und ein recht fleißiger Arbeiter geworden.“

Der Indologe Paul Deussen erinnerte sich, dass sein Vater Konkneipant eines Corps war:

„Übrigens war [mein Vater] nicht nur ein fleißiger, sondern auch ein lustiger Student, wie er denn auch später nie ein Kopfhänger gewesen ist. Wenn mich eine etwas unsichere Erinnerung nicht täuscht, so gehörte er als Konkneipant dem Korps der Westfalen an. Ich fragte ihn einmal: »Papa, hast du auch ein Duell gehabt.« – »Es war geplant«, erwiderte er; »ich hatte einen gefordert, aber der Kerl kam nicht, hatte peurs, so unterblieb's.«“

Der an einer Psychose erkrankte Schriftsteller Daniel Paul Schreber schildert in seinen 1903 erschienenen Denkwürdigkeiten eines Nervenkranken unter anderem, „von der im Wege des Nervenanhangs mit mir redenden Stimme erfahren“ zu haben, dass der ihn behandelnde Psychiater Paul Flechsig einst Konkneipant des Corps Saxonia Leipzig gewesen sei. Tatsächlich war Flechsig Vollmitglied der Alten Leipziger Landsmannschaft Afrania.
Der britische Schriftsteller Maurice Baring schildert in seinem 1922 erschienenen Buch The Puppet Show of Memory unter anderem eine Reise zusammen mit seinem Vater nach Deutschland. In Heidelberg wollten sie Studenten kennenlernen, wonach ihnen Kontakt zur Burschenschaft Burschenschaft Frankonia Heidelberg hergestellt wurde.

„We went there the next morning, and the conditions under which we could be either Konkneipante [sic] or Kneipäste of the Germania [sic] were read out to us.
 A Konkneipant was a kind of unofficial member, a Kneipgas [sic] was simply a guest with certain obligations. The former, the Konkneipant, seemed to be liable to many alarming possibilities and conditions, and he had to be prepared to fight duels, even if he did not do so, so we chose the latter status, and were enrolled as Kneipgäste.“

#### Film
Im Jahr 1916 erschien der deutsche Kurz-Stummfilm Der Konkneipant, produziert von Wanda Treumann und Viggo Larsen. Drehbuch und Regie erstellten Franz Eckstein und Rosa Porten, die Hauptdarsteller waren Else Eckersberg und Arthur Schröder.

### Erweiterte Bedeutungen des Wortes
Im erweiterten Sinne diente Konkneipant außerhalb der Studentenverbindungen als Bezeichnung für einen Zechkumpan oder eine außerordentliche Vereinsmitgliedschaft. Im ersteren Sinne benutzte etwa der Chemiker Emil Fischer den Begriff:

„Königs und ich wohnten damals bei derselben Wirtin im gleichen Stock und besuchten uns spät abends häufig, um gemeinsam ein Glas Wein zu trinken. Kurz vor dem Feste traf ich Königs bei meiner Heimkehr auf seinem Zimmer in Gesellschaft eines jungen Chemikers […]. Der junge Fachgenosse war der Conkneipant; denn Königs hatte beim Dichten Wein und Gesellschaft nötig und ließ sich von solchen Assistenten den Versfuß vortreten, um nicht zu entgleisen.“

In Thomas Manns Roman Der Zauberberg bildet eine Gruppe von Patienten, die an einem Pneumothorax leiden und denen zur Heilung vorübergehend ein Lungenflügel deaktiviert wurde, ironisch den „Verein Halbe Lunge“. Als der Protagonist Hans Castorp davon hört, interessiert er sich scherzhaft für eine außerordentliche Mitgliedschaft: „Sind sie auch eingetragen? […] Haben sie Statuten? Schade, daß du nicht Mitglied bist, du, dann könnten sie mich als Ehrengast zulassen oder als… Konkneipant…“
Dieser Benennung außerordentlicher Mitglieder als Konkneipanten rief wegen der allzu offensichtlichen Konnotation mit Alkoholkonsum auch Kritik hervor. Beispielsweise schlug der Germanist und Dramaturg Karl Zeiss 1896 genauere Bestimmungen für die Aufnahme von Ausländern in die deutschen philologischen Vereine vor. Er führte aus: „Solche ausserordentliche Mitglieder bezeichneten wir bisher mit dem abscheulichen Titel ‚Konkneipant‘, auch wenn sie sich lebhaft an der wissenschaftlichen Arbeit beteiligten.“ Es sollten aber offiziell „ausserordentliche Mitglieder“ unter dieser Bezeichnung eingeführt werden. „Der Titel Konkneipant kann ja dann solchen Vereinsbrüdern verliehen werden, die ihre Teilnahme am Vereinsleben wesentlich durch Biervertilgung dokumentieren“.

## Bekannte Konkneipanten (Auswahl)
- Theodor Storm, Corps Holsatia Kiel, 1837
- Emil Ferdinand Fehling, Corps Vandalia Heidelberg, 1866
- Ferdinand Braun, Corps Teutonia zu Marburg, 1868/69
- Kaiser Wilhelm II., Corps Borussia Bonn, 1877
- Max Weber, Burschenschaft Allemannia Heidelberg, 1882
- August Musger, KÖHV Carolina Graz, 1893
- Ferdinand Sauerbruch, Turnerschaft Borussia Jena, um 1900
- Egon Erwin Kisch, paritätische Burschenschaft Saxonia Prag, 1903
- Ludwig Mathar, Unitas-Alania Bonn, 1905[23]
- Herbert von Karajan, Alldeutsche Gymnasialverbindung Rugia Salzburg im ÖPR, 1925[24]
- Max Riccabona, katholische Mittelschulverbindung Clunia Feldkirch, ca. 1930[25]
- Christoph Ahlhaus, Turnerschaft Ghibellinia zu Heidelberg (Austritt kurz vor seiner Wahl zum Ersten Bürgermeister der Freien und Hansestadt Hamburg)[26]
- Fritz von Weizsäcker, Bonner Kreis, 1986–1989

## Abgrenzung von ähnlichen Status

### Inhaber der Corpsschleife (IdC)
Speziell bei Corps gibt es vor allem für ursprünglich normal aufgenommene Mitglieder, die nicht alle für Aktive vorgeschriebenen Verpflichtungen erfüllen konnten – etwa nicht die geforderte Anzahl an Mensuren fechten – den lebenslangen Status des Corpsschleifenträgers (IdC) mit eingeschränkten Rechten. Aber auch Conkneipanten wird der Status des Corpsschleifenträgers verliehen, wie etwa im Falle von Ferdinand Braun, August Wilhelm von Preußen und Friedrich zu Schleswig-Holstein.

### Weitere abzugrenzende Begriffe
Nicht als Konkneipanten bezeichnet werden aktive Mitglieder einer Studentenverbindung, die zeitweilig zu einem neuen Hochschulort wechseln und sich dort den Aktivitäten einer anderen Verbindung desselben Dachverbandes anschließen.

#### Verkehrsgast (VG) / Mitkneipender Corpsstudent (MC)
Bei schlagenden Verbindungen wird dieser Status üblicherweise als Verkehrsgast (VG) bezeichnet. Dieser wohnt unter Umständen, aber nicht notwendigerweise, auf dem Verbindungshaus und besucht deren öffentliche Veranstaltungen. Der Verkehrsgast ist nicht Mitglied der Verbindung, mit der das Verkehrsverhältnis besteht, trägt nicht deren Farben und hat kein Sitzrecht auf den Conventen. Bei den Corps ist von dem Verkehrsgast der Mitkneipende Corpsstudent (MC) zu differenzieren, welcher Mitglied eines Corps ist, welches mit dem gastgebenden Corps in einem Freundschaftsverhältnis steht.

#### Zeitweiliges Mitglied (ZM) / Verkehrsaktiver (VA)
Anders ist die Situation im CV und KV. Der Aktive wird bei der Verbindung am Ort Zeitweiliges Mitglied (ZM) mit allen Rechten und Pflichten eines aktiven Burschen, und er trägt die Bänder beider Verbindungen nebeneinander. Oft erhält er auch die Mütze der Verkehrsverbindung. Ihm kann in Folge das Band auf Lebenszeit verliehen werden (Bandinhaber), ansonsten verlässt er die Verbindung wieder mit dem Wegzug vom Hochschulort. In Österreich lautet die Bezeichnung hierfür Verkehrsaktiver (VA), welche auch von den österreichischen Burschenschaften verwendet wird.